# Ji’an
Ji’an (chiń. 吉安; pinyin Jí’ān) – miasto o statusie prefektury miejskiej w południowo-wschodnich Chinach, w prowincji Jiangxi, port nad rzeką Gan Jiang. W 2010 roku liczba mieszkańców miasta wynosiła 177 029. Prefektura miejska w 1999 roku liczyła 4 497 525 mieszkańców. Ośrodek produkcji kamfory oraz przemysłu maszynowego, spożywczego i papierniczego.